# الإمبراطورية الرومانية الغربية

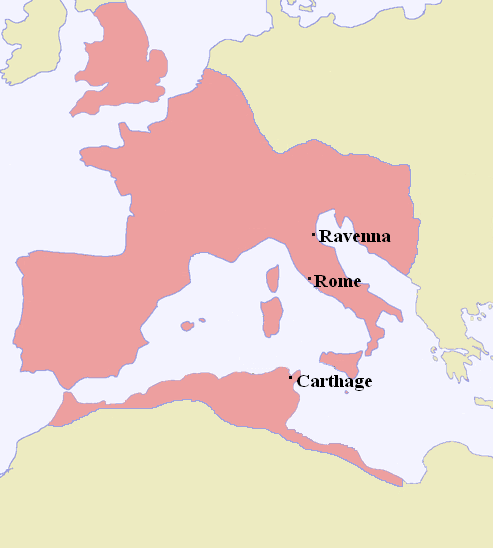
الإمبراطورية الرومانية الغربية في 395

الإمبراطورية الرومانية الغربية (Western Roman Empire) هي النصف الغربي من الإمبراطورية الرومانية منذ أن قام ديوكلتيانوس بفصله عام 359 ؛ وصار النصف الآخر من الإمبراطورية الرومانية يـُعرف باسم الإمبراطورية الرومانية الشرقية، ويعرف اليوم على نطاق أوسع بالإمبراطورية البيزنطية.
لم تعد روما العاصمة منذ الانفصال. في عام 286 أصبحت ميديولانوم (ميلانو الحالية) عاصمة الإمبراطورية الرومانية الغربية. وفي عام 402 نـُقلت العاصمة مرة أخرى، وهذه المرة إلى رافينا.
وُجدت الإمبراطورية الغربية في عدة فترات متقطعة بين القرنين الثالث والخامس، نتيجةً لحكومة ديوكلتيانوس الرباعية وعملية إعادة التوحيد المتعلقة بقسطنطين الأول ويوليان المرتد (324-363). كان ثيودوسيوس الأول (379-395) آخر الإمبراطور الروماني حـَكـَم الإمبراطورية الرومانية الموحدة. وانقسمت الإمبراطورية الرومانية بعد وفاته عام 395 بشكل دائم. أنتهت الإمبراطورية الرومانية الغربية رسمياً بتخلي رومولوس أوغسطس تحت ضغط أودواكر في 4 سبتمبر 476، وبشكل غير رسمي مع بوفاة يوليوس نيبوس سنة 480.
رغم استعادة الإمبراطورية الرومانية الشرقية لها لفترة قصيرة، لم تكن الإمبراطورية الرومانية الغربية لتنهض مرة أخرى. وبسقوط الإمبراطورية الرومانية ، بدأت حقبة جديدة في تاريخ أوروبا هي : العصور المظلمة.

## الخلفية
بلغ اتساع الجمهورية الرومانية حداً لم تستطع الحكومة المركزية في روما حياله أن تحكم المقاطعات البعيدة بفعالية. كانت الاتصالات والنقل خصوصاً تشكل معضلة في الإمبراطورية المترامية الأطراف. فأخبار الغزوات أو التمرد أو الكوارث الطبيعية أو تفشي الوباء كانت تحملها إمـّا سفينة أو النظام البريدي، وغالبا ما يتطلب ذلك الكثير من الوقت للوصول إلى روما، وكذلك الحال بالنسبة لأوامر روما الواجب تنفيذها في المقاطعة الأصلية. لهذا السبب فإن حكام المقاطعات بـِحـُكم الواقع كانوا يحكمون باسم الجمهورية الرومانية.
قبل إقام الثانية المتكون من أوكتافيان وماركو أنطونيو وماركوس إميليوس ليبيدوس. تحصل أنطونيو على المقاطعات الشرقية : آخايا، مقدونيا وإبيروس (تقريبا اليونان الحالية)، بيثينيا، بونتوس وآسيا (مقاطعة الرومانية) (تقريبا تركيا الحالية)، وسوريا وقبرص وبرقة. هذه الأراضي سبق وأن غزاها الأسكندر الأكبر ؛ لذا فإن الكثير من الأرستقراطية ذات أصل يوناني ومقدوني. المنطقة بأسرها وخصوصاً المدن الكبرى استُوعـِبت في الثقافة اليونانية، وغالباً ما استعملت اليونانية كلغة مشتركة.
أوكتافيان، من ناحيته تحصـّل على مقاطعات الرومانية الغربية : إيطاليا (العصر الروماني) (إيطاليا الحالية)، بلاد الغال (فرنسا الحالية)، غاليا بلجيكا (أجزاء من بلجيكا وهولندا ولوكسمبورغ الحالية) وهسبانيا (إسبانيا والبرتغال الحاليتان). تشمل هذه الأراضي أيضاً المستعمرات اليونانية والقرطاجية بالمناطق الساحلية، رغم أن القبائل الكلتية كتلك الغالية والكلتية الإيبيرية كانت مهيمنة ثقافياً.
و تحصل ليبيدوس على مقاطعة إفريقيا الصغيرة (تقريبا تونس الحالية). وسرعان ما سلب أوكتافيان إفريقيا من ليبيدوس، كما استولى على مستعمرة صقلية اليونانية.
و بهزيمة ماركو أنطونيو، سيطر أوكتافيان المنتصر الإمبراطورية الرومانية المتحدة. بينما ميـّزت الإمبراطورية الرومانية العديد من الثقافات، الكل دعى تجريب الرومنة التدريجية. بينما عملت كل من الثقافة اليونانية السائدة شرقاً وثقافة اللاتينية السائدة غرباً بفعالية كمتكاملتين، كان من شأن التطورات السياسية والعسكرية في نهاية المطاف لم شمل الإمبراطورية على طول تلك الخطوط الثقافية واللغوية.

### الثورات والتطورات السياسية
كانت الثورات والانتفاضات الصغيرة أحداثًا شائعة إلى حد ما في جميع أنحاء الإمبراطورية. ستثور القبائل التي تم احتلالها أو المدن المضطهدة، وفُصلت الجيوش لسحق التمرد. في حين أن هذه العملية كانت بسيطة في وقت السلم، إلا أنها قد تكون أكثر تعقيدًا في زمن الحرب. في حملة عسكرية شاملة، كانت الجحافل أكثر عددًا؛ على سبيل المثال، تلك التي قادها فيسباسيان في الحرب اليهودية الرومانية الأولى. لضمان ولاء القائد، قد يحتجز الإمبراطور البراغماتي بعض أفراد عائلة الجنرال كرهائن. تحقيقًا لهذه الغاية، احتفظ نيرو فعليًا بدوميتيان وكوينتوس بيتيليوس سيرياليس، حاكم أوستيا، اللذين كانا على التوالي الابن الأصغر وصهر فيسباسيان. انتهى حكم نيرون بتمرد الحرس الإمبراطوري، الذي تلقى رشى باسم غالبا. غالبًا ما كان يُنظر إلى الحرس الإمبراطوري، وهو سيف ديموقليس المجازي، على أن ولائه مشكوك فيه، ويرجع ذلك أساسًا إلى دوره في مؤامرات المحكمة وفي الإطاحة بالعديد من الأباطرة، بما في ذلك بيرتيناكس وأوريليان. اقتداءً بنموذجهم، شاركت الجيوش على الحدود بشكل متزايد في الحروب الأهلية. على سبيل المثال، شهدت الجحافل المتمركزة في مصر والمحافظات الشرقية مشاركة كبيرة في الحرب الأهلية لعام 218 بين الإمبراطور ماكرينوس والإجبالوس.
مع توسع الإمبراطورية، كشف حدّان رئيسيان عن نفسيهما. في الغرب، خلف نهري الراين والدانوب، كانت القبائل الجرمانية عدوًا مهمًا. حاول الإمبراطور الأول أوغسطس التغلب عليهم لكنه تراجع بعد معركة غابة تويتوبورغ الكارثية. بينما كانت القبائل الجرمانية أعداء أقوياء، كانت الإمبراطورية البارثية في الشرق تمثل أكبر تهديد للإمبراطورية. كان الفرثيون بعيدون وأقوياء للغاية بحيث لا يمكن غزوهم وكان هناك تهديد دائم من البارثيين بالغزو. صد البارثيين العديد من الغزوات الرومانية، وحتى بعد حروب الفتح الناجحة، مثل تلك التي نفذها تراجان أو سيبتيموس سيفيروس، تخلوا عن الأراضي المحتلة في محاولات لضمان سلام دائم مع البارثيين. خلفت الإمبراطورية البارثية الإمبراطورية الساسانية، التي استمرت في القتال مع الإمبراطورية الرومانية.
كانت السيطرة على الحدود الغربية لروما سهلة بشكل معقول لأنها كانت قريبة نسبيًا من روما نفسها وأيضًا بسبب الانقسام بين الألمان. ومع ذلك، كان من الصعب السيطرة على كلتا الحدود في وقت واحد أثناء الحرب. إذا كان الإمبراطور بالقرب من الحدود في الشرق، فإن الاحتمالات كبيرة بأن يتمرد جنرال طموح في الغرب والعكس صحيح. ابتليت هذه الانتهازية في زمن الحرب العديد من الأباطرة الحاكمين ومهدت بالفعل الطريق إلى السلطة للعديد من الأباطرة في المستقبل. بحلول وقت أزمة القرن الثالث، أصبح الاستيلاء على العرش بالقوة أسلوبًا شائعًا للخلافة؛ كان فيليب العربي وتريبونيانوس جالوس وأميليانوس جميعًا يغتصبون الجنرالات الذين تحولوا إلى أباطرة سينتهي حكمهم بالاغتصاب من قبل جنرال قوي آخر.

## الحكومة الأربعة
كانت الحدود الخارجية هادئة بمعظمها فيما تبقى من أزمة القرن الثالث، رغم وجود عشرة سنوات بين موت أوريليان سنة 275 وارتقاء ديوكلتيانوس، وقـُتل على الأقل ثمانية أباطرة أو من يحتمل أن يكونوا أباطرة، والعديد أُغتيل على يد قواته الخاصة.
في عهد ديوكلتيانوس، بدأ الانقسام السياسي في الإمبراطورية الرومانية. في عام 286 بإنشاء حكومة الأربعة أعطى الجزء الغربي لمكسيميانوس بلقب أوغسطس وسَـمـّى كونستانتيوس كلوروس كمرؤوسه (قيصر). قسـّم هذا النظام الإمبراطورية بفعالية إلى أربعة أجزاء منفصلة وأوجد عواصم أخرى إلى جانب روما العواصم كوسيلة لتجنب الاضطرابات الأهلية التي ميزت القرن الثالث. في الغرب كانت العواصم مدينة مكسيميانوس «ميديولانوم» (ميلانو الحالية) ومدينة كونستانتيوس «ترير». في 1 مايو 305 أُزيح الأغوسطوسيون من مناصبهم وحل محلهم القياصرة.

## الاستيلاء على روما وسقوط الامبراطورية
أعدم الإمبراطور هونوريوس الجنرال ستيليكو سنة 408، ورغم أنه حـَكـَمَ حتى وفاته عام 423، فإن حكمه كان مملوءاً باغتصابات والغزوات، لا سيما من قبل الوندال والقوط الغربيين. عام 410 نـُهـِبت روما لأول مرة من جانب قوى خارجية منذ الغزوات الغال في القرن الرابع قبل الميلاد. ساعد عدم الاستقرار الذي سببه المعتدون في أنحاء الإمبراطورية الغربية هذه القبائل في فتوحاتها، وفي القرن الخامس أصبحت القبائل الجرمانية أنفسها غاصبة. في سنة 475 أقصى فلافيو أوريستس مساعد أتيلا الهوني الإمبراطور يوليوس نيبوس من رافينا وأعلن ابنه رومولوس أوغسطس إمبراطوراً.
في عام سنة 476، وبعد أن رفض أوريستس منح أودواكر والهيروليين وضعاً إتحادياً، قام أودواكر بـِنهب روما وإرسال الشارة الإمبراطورية إلى القسطنطينية، ومنصباً نفسه ملكاً على إيطاليا. رغم استمرار جيوب معزولة تابعةً للحكم الروماني حتى بعد سنة 476، فإن مدينة روما نفسها كانت تحت حكم البرابرة، وقد انتهت سيطرتها على الغرب فعلياً. تبقت ثلاثة دول تحت الحكم الروماني بشكل أو آخر بعد عام 476 : فحكم يوليوس نيبوس دالماسيا حتى مقتله عام 480، وأُعلن سياغريوس ملكاً للرومان وحكم مملكة الغال حتى مقتله هو الآخر سنة 487 في السجن بعد أن هزم أمام كلوفيس الأول في معركة سواسون. وأخيراً المملكة الرومانية - الإفريقية التي نجت في شمال إفريقيا، وصمد هذا المعقل الأخير للسيادة الرومانية في الغرب أمام الغزو الوندالي واتحد من جديد مع الإمبراطورية الرومانية الشرقية سنة 533 بإعاد باليساريوس لاحتلال شمال إفريقيا.

## الإمبراطور الأخير
حسمت اتفاقية تاريخية أمر سقوط الامبراطورية الرومانية الغربية في الرابع من أيلول سبتمبر عام 476، عندما أطاح أودواكر برومولوس أوغسطس. ومع ذلك فالمسألة ليست واضحة.
فما زال يوليوس نيبوس يدعى بأنه الإمبراطور الغربي، حاكماً الدولة المتبقية في دالماسيا، وقد اعترف به كل من الإمبراطور البيزنطي زينون وسياغريوس الذي تمكن من الحفاظ على السيادة الرومانية في أرضٍ محاطة من كل الجهات شمال فرنسي، تعرف اليوم مملكة سواسون.
أعلن أودواكر نفسه حاكماً على إيطاليا وبدأ التفاوض مع زينون، الذي منح أودواكر في النهاية صفة نبيل روماني (patricius) اعترافاً بسلطته وقبـِل به والياً له في إيطاليا.
بيد أن زينون أصر على أودواكر أن يبايع نيبوس إمبراطوراً غربياً. قـَبـِل أودواكر هذا الشرط وحتى أنه أصدر عملات معدنية باسم نيبوس في كافة أنحاء إيطاليا. ولكن هذا ظل أساساً لفتة سياسية فارغة فلم يـُعـِد أودواكر أبداً أي سلطة حقيقية أو أراضي إلى نيبوس. وشجع قتل نيبوس عام 480 أودواكر لغزو دالماسيا، ضماً إيـّاها إلى مملكته ومنهياً أية مطالبات بالعرش الغربي.

## ثيودوريك
تمثـّل الأمل الأخير في إعادة توحيد الإمبراطورية سنة 493، لـمّا قام ثيودوريك العظيم ملك القوط شرقيين بإزاحة أودواكر. وكان زينون هو من أرسل ثيودوريك للتعامل مع أودواكر الخطير. بينما كان ثيودوريك شكلياً تابعاً ووالياً لإمبراطور الشرق، ولكن في الحقيقة كانا متساويين.
إثر موت ثيودوريك في سنة 526، لم يعد الغرب يشبه الشرق. فالغرب الآن تسيطر عليه تماماً القبائل الخارجية الغازية، في حين أن الشرق انحدر وتـَهَلـّن (أصبح يونانياً). ورغم قيام الشرق بمحاولات لإستعادة الغرب فإن الامبراطورية الرومانية لم تعد إطلاقاً كما كانت.

## الفرنكيين
سمح الإمبراطور جوليان للفرنكيين وهم من القبائل الجرمانية بعبور نهر الراين والاستقرار على حدود الإمبراطورية الرومانية، وعندما بدأ الانحلال والتدهور في الإمبراطورية الرومانية الغربية في القرن الخامس الميلادي توغل الفرنكيين في أراضي الإمبراطورية، واستعمروا الأجزاء الشمالية من غاليا ووصلوا إلى شمال مدينة باريس الرومانية، وكان من ملوكهم كلوديون الملتحي الذي انتصر على الجيوش الرومانية بقيادة أئسيوس ثم حكم بعده ميروفيوس الذي نسبت إليه السلالة الميروفنجية، ثم حكم من بعده ابنه شيلديريك الأول ثم جاء ابنه كلوفيس الأول (سنة 481-511 م)

## مواضيع متعلقة
- الشعوب اللاتينية
- الحضارة الرومانية
- إمبراطورية رومانية
- الامبراطورية الرومانية الشرقية
- الامبراطورية البيزنطية
- الجمهورية الرومانية
- قائمة الاباطره الرومان
- موريتانيا الطنجية
- تراث الإمبراطورية الرومانية